# Société anonyme
Pour les articles homonymes, voir SA.
Ne doit pas être confondu avec Société Anonyme, Inc..
 (juillet 2008).
Si vous disposez d'ouvrages ou d'articles de référence ou si vous connaissez des sites web de qualité traitant du thème abordé ici, merci de compléter l'article en donnant les références utiles à sa vérifiabilité et en les liant à la section « Notes et références ».

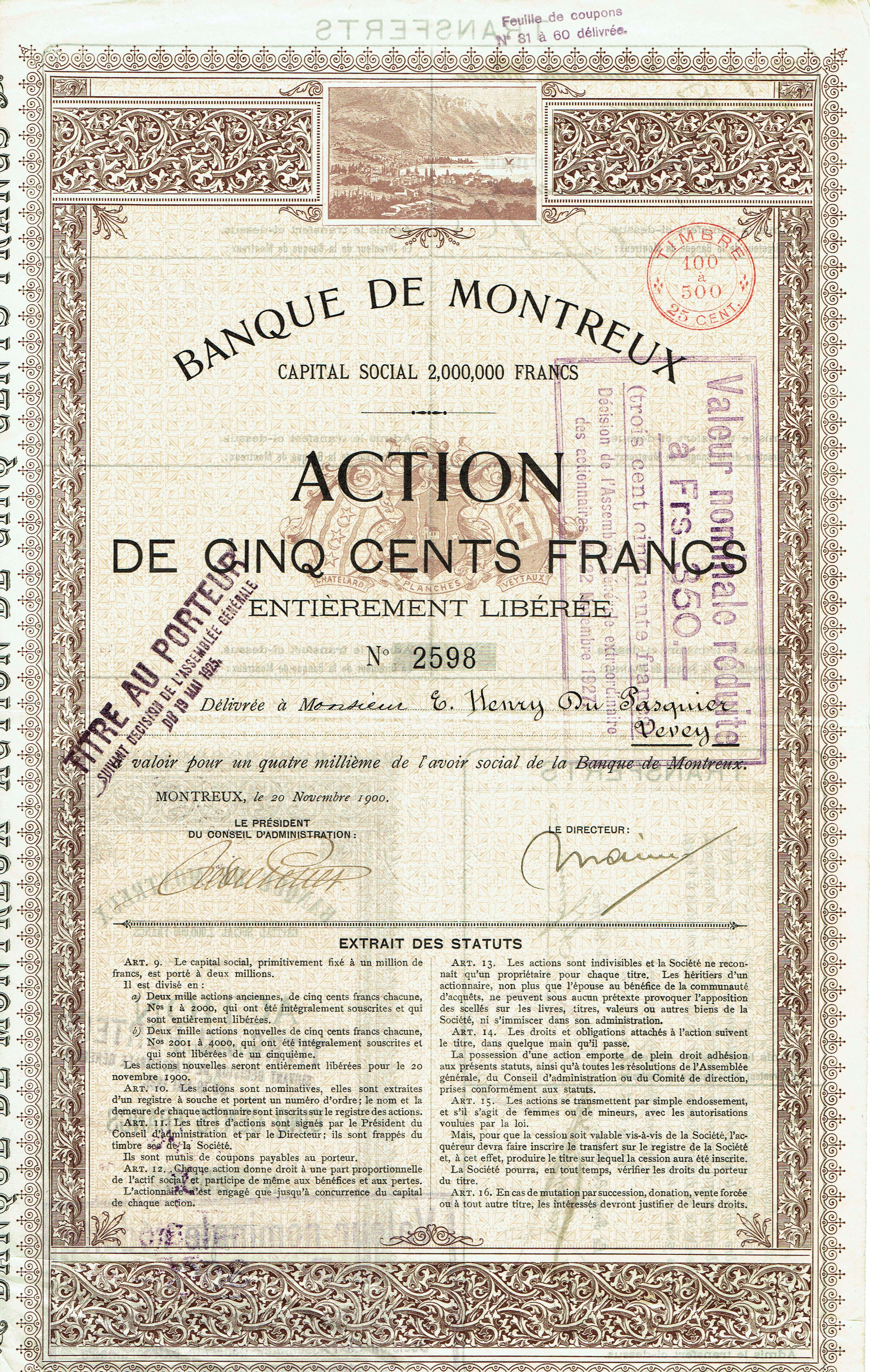
Action de la Banque de Montreux, émise le 20 novembre 1900. Les sociétés anonymes étaient courantes en Suisse à cette époque.

La société anonyme (SA) est une forme de société de capitaux à risque limité répandue dans les pays de tradition civiliste.
Elle convient aux entreprises qui ont le besoin de lever du capital auprès de nombreux investisseurs, lesquels ne peuvent supporter des pertes qu'à concurrence de leurs apports. Ses droits sociaux prennent la forme d’actions librement cessibles, et susceptibles d’être cotées en bourse. La règlementation s’imposant à la société anonyme est généralement plus lourde et minutieuse que pour les autres formes sociales.

## Droit par pays

### Belgique
La société anonyme est une société dans laquelle au moins deux actionnaires sont disposés à investir du capital dans l'entreprise. En Belgique, la SA est surtout choisie comme forme de société par les grosses entreprises. Elle est aussi choisie par les PME (petites et moyennes entreprises) dans la mesure où les titres de ces sociétés peuvent être au porteur (mais on parle de supprimer ce genre de titre) et qu'ils sont cessibles. La personnalité de l'actionnaire ne joue aucun rôle prépondérant par opposition aux sociétés de personnes comme la société en nom collectif (SNC) ou la société à responsabilité limitée (SARL). En principe, elle a une durée de vie illimitée sauf clause contraire.
Les caractéristiques de la SA :
- le capital d'un montant minimum de 61 500 euros doit être entièrement souscrit et libéré à concurrence de 1⁄4 avec minimum 61 500 euros ;
- le nombre d'administrateurs doit être fixé à 3 au moins et leur mandat ne peut excéder six ans, mais est renouvelable ;
- comme elle est une personne morale distincte, donc du patrimoine propre de ceux-ci (responsabilité des associés limitée à leurs apports personnels) : obligation d'un plan financier (440 C.com) ; en cas d'apport en numéraire ouverture d'un compte au nom de la société et en cas d'apport en nature, nécessité d'un rapport d'un réviseur d'entreprise (444 Ccom) ;
- dépôt de l'acte constitutif authentique (car fait devant notaire) au greffe et publication au Moniteur belge ;
- inscription au greffe du tribunal de commerce dans le registre des personnes morales ;
- pour celles qui ont une activité commerciale : inscription à la Banque-Carrefour des Entreprises.

### France
La société anonyme est définie dans le code de commerce: 
- Le régime législatif de la SA est défini des articles L225-1 à L225-270
- Le régime réglementaire de la SA est défini des articles R225-13 à R225-270
- La cotation en bourse de la SA est défninie des articles L22-10-2 à L22-10-73

Il s'agit d'une entreprise dont les principales caractéristiques sont les suivantes :
- les associés ou actionnaires, ne sont responsables que dans la limite de leurs apports ;
- elle est composée d'au moins deux actionnaires. Avant 2021, pour les sociétés dont les titres sont admis aux négociations sur un marché réglementé, le nombre des associés ne pouvait être inférieur à 7[3] ;
- le capital social doit être intégralement souscrit ;
- le capital minimum est de 37 000 €[4] pour la SA ordinaire comme pour la SA faisant une offre de titres financiers (L.224-2 C. Com.), l'ordonnance du 22 janvier 2009 a, en effet, supprimé le seuil des 225 000 € conformément à la directive 2004/109/CE du Parlement européen et du Conseil du 15 décembre 2004 ;
- la variabilité du capital est impossible sans modifier les statuts ;
- un (ou plusieurs) commissaire aux comptes est désigné pour en contrôler la gestion comptable ;
- les actionnaires peuvent, en principe, céder librement leurs titres (ou actions) ;
- les SASP et SAS : SASP est une société anonyme sportive professionnelle (certains clubs de football en font partie) et SAS signifie société par actions simplifiée.

### Maroc
La société anonyme est définie par la loi n°17.95 relative aux sociétés anonymes.
Il s'agit d'une entreprise dont les principales caractéristiques sont les suivantes :
- 5 actionnaires au moins sont nécessaires pour constituer une société anonyme.
- Ils peuvent être des personnes physiques ou personnes morales et être ou non-résidents au Maroc.
- Une société anonyme doit avoir un capital minimum de 300 000 dirhams.
- Chaque société anonyme doit obligatoirement avoir un commissaire aux comptes.
- Les sociétés anonymes faisant appel public à l’épargne via la bourse doivent obligatoirement désigner au moins 2 commissaires aux comptes.
- Dans leur rapport à l'assemblée générale, le ou les commissaires aux comptes : 
  1. soit certifient que les états de synthèse sont réguliers et sincères et donnent une image fidèle du résultat de l' exercice écoulé ainsi que de la situation financière et du patrimoine de la société à la fin de cet exercice.
  2. soit assortissent la certification de réserves. Ils doivent en préciser les motifs.
  3. soit refusent la certification des comptes. Ils doivent en préciser les motifs.
- Les commissaires aux comptes d’une société anonyme faisant appel public à l’épargne via la bourse ne peuvent pas certifier les comptes pendant une période supérieure à 12 ans consécutifs.
- Une société anonyme peut être :
  1. Une société anonyme avec conseil d'administration
  2. Une société anonyme avec conseil d'administration et un directoire.
- Le conseil d’administration ou le conseil de surveillance doit être convoqué au minimum 2 fois par an par leur président.
- En cas d’urgence ou de défaillance, la convocation du conseil peut être faite par le commissaire aux comptes.
- Le conseil d’administration ne délibère valablement que si la moitié au moins de ses membres sont effectivement présent.
- Toute convention intervenant entre une société anonyme et l’un de ses administrateurs doit être obligatoirement soumise à l’autorisation préalable du conseil d’administration.
- Le conseil d'administration d'une société anonyme compte 3 membres au minimum et 12 membres au maximum.
- La loi porte ce chiffre à 15 membres lorsque la société fait publiquement appel à l’épargne.
- Le conseil d’administration ou le conseil de surveillance d'une sociétés anonyme faisant appel public à l’épargne via la bourse doit comporter au moins 30% de membres de chaque sexe. Le nombre ci-dessus doit atteindre 40% au plus tard le 1er janvier 2027.
- Les assemblées générales d'actionnaires sont ordinaires ou extraordinaires. 
  1. L'assemblée générale extraordinaire est seule habilitée à modifier les statuts de la société anonyme. Elle ne délibère valablement que si les actionnaires présents ou représentés possèdent au moins, sur première convocation, 50%, et, sur deuxième convocation, 25% des actions ayant le droit de vote. Elle statue à la majorité des 2/3 des voix des actionnaires présents ou représentés.
  2. L' assemblée générale ordinaire des actionnaires prend toutes les décisions générales.
- L' assemblée générale ordinaire est réunie obligatoirement une fois par an. Elle est convoquée par le conseil d' administration ou le conseil de surveillance, ou si le conseil échoue, elle est convoquée par : 
  - Le ou les commissaires aux comptes.
  - un mandataire désigné par le président du tribunal.
  - les liquidateurs.
- L'ordre du jour d'une assemblée est préparé par l'auteur de la convocation.
- Un ou plusieurs actionnaires représentant au moins 5% du capital de la société peuvent exiger l'inscription d' un ou de plusieurs projets de résolutions à l'ordre du jour. Lorsque le capital social de la société est supérieur à cinq millions de dirhams, le montant du capital à représenter pour exiger une résolution est de 2%.

### Canada

#### Québec
Sous le régime du Code civil du Bas-Canada, la société anonyme était l'un des quatre types de sociétés prévues à l'article 1864 C.c.B.C.. Lors de l'entrée en vigueur du Code civil du Québec en 1994, les sociétés anonymes sont automatiquement devenues des sociétés en participation. La disposition équivalente dans le nouveau Code civil est l'article 2188 C.c.Q.

### Suisse
La société anonyme (SA) est celle qui se forme sous une raison sociale, dont le capital-actions est déterminé à l'avance, divisé en actions, et dont les dettes ne sont garanties que par l'actif social.
La société anonyme suisse (en allemand : Aktiengesellschaft, AG ; en italien : società anonima) diffère légèrement de son homonyme français[pas clair]. Les règles de la SA se trouvent principalement dans le Code des obligations et sont résumées sur le site de la Confédération.
- La société anonyme est une personne morale, sujet de droits et d'obligations, qui répond seule sur son patrimoine des dettes de la société ;
- Les actionnaires et les participants ne répondent ni solidairement, ni subsidiairement des engagements sociaux ;
- Les actionnaires ne sont responsables des engagements de la société émettrice que jusqu'à la valeur de leur apport financier (valeur nominale de l'action) ;
- Il n'existe qu'un seul type de SA ;
- Depuis le 1er janvier 2008, la SA peut être fondée par un seul actionnaire/fondateur (précédemment : au moins trois fondateurs) ;
- Le capital-actions est déterminé d'avance ainsi que les actions dont il se compose ;
- Son capital-actions ne peut pas être inférieur à 100 000 francs suisses et il est divisé en actions d'une valeur nominale de 0,01 franc suisse (un centime) chacune au moins ;
- Les actions peuvent être de deux types :
  - nominative : les actionnaires peuvent normalement aliéner librement leurs actions. Les statuts de la société peuvent toutefois prévoir des restrictions à la transmissibilité et les actionnaires doivent alors requérir l'approbation du conseil d'administration. En outre, les actionnaires peuvent conclure entre eux des conventions d'actionnaires leur imposant certaines obligations. La SA tient un registre des actions nominatives, avec les noms et les adresses des actionnaires, ainsi que le nombre d'actions qu'ils détiennent. Ces informations ne sont en principe pas publiques, sauf dans le cas des sociétés cotées en bourse qui doivent révéler les participations détenues par les membres du conseil d'administration et de la direction, ainsi que les participations des actionnaires importants ;
  - au porteur : l'action au porteur peut être échangée sans en référer à la société émettrice.

### Équivalents dans d'autres pays
- Allemagne et Autriche : Aktiengesellschaft (AG)
- Brésil : Sociedade Anônima
- Bulgarie : Акционерно Дружество (AД)
- Cambodge : Société anonyme cambodgienne (SAC)
- Canada : Incorporation au Canada
- Croatie : Dioničko Društvo (d.d.)
- Danemark : Aktieselskab (A/S)
- Égypte : Société anonyme égyptienne (SAE)
- Espagne (et autres pays hispanophones) : Sociedad Anónima (S. A.)
- Canada et États-Unis : (Corporation) Incorporated ((Corp.) Inc.)
- Finlande : Osakeyhtiö (Oy)
- Grèce : Ανώνυμη Εταιρεία (A.E.)
- Hongrie : Részvénytársaság (Rt)
- Italie : Società per Azioni (S.p.A.)
- Laos : Société anonyme laotienne (SAL)
- Lettonie : Akciju Sabiedrība (AS)
- Liban : Société anonyme libanaise (s.a.l.)
- Lituanie : Akcinė Bendrovė (AB)
- Norvège : Aksjeselskap (AS)
- Pays-Bas : Naamloze Vennootschap (N.V.)
- Pologne : Spółka Akcyjna
- Portugal : Sociedade Anónima (S.A., SA ou S/A)
- République tchèque: akciová společnost (a.s.)
- Roumanie : Societate pe Acțiuni
- Royaume-Uni et Irlande : Public limited company (plc)
- Russie : Публичное Акционерное Общество (ПAO)
- Slovaquie : akciová spoločnosť (a.s.)
- Slovénie : Delniška družba (d.d.)
- Suède : Aktiebolag (AB)
- Turquie : Anonim Şirket (A.Ş.) ou Anonim Ortaklık (A.O.)

### Remarques
- Les règles régissant ces types de sociétés dans chacun des pays cités sont proches, mais différentes et spécifiques à chaque pays.
- Il est d'usage dans une traduction de nommer une société avec l'abréviation permettant d'identifier sa structure d'origine. Par exemple, une société désignée par « Schmidt AG » dans un texte allemand sera désignée comme « Schmidt AG » dans le texte français après traduction, et non « Schmidt SA ».